# División de Honor de rugby 2018-19
La División de Honor de rugby 2018-19 es la 52.ª edición de la competición. En esta edición, la competición mantiene el nombre oficial de Liga Heineken por motivos de patrocinio. El torneo lo organiza la Federación Española de Rugby.

## Sistema de competición
El sistema de competición es una liga regular a dos vueltas (partidos de ida y vuelta) de 12 equipos. Los seis mejores clasificados al finalizar las veintidós jornadas de temporada regular se jugarán el título en los play-offs. Primer y segundo clasificados accederán directamente a semifinales mientras que tercero, cuarto, quinto y sexto, jugarán una fase previa para acceder a ellas. Este sistema da un total de 22 jornadas de liga y ciento treinta y dos partidos, más cinco de play-off, además de un partido especial para dirimir el ascenso o descenso de categoría de uno de los equipos (jugado entre el undécimo de División de Honor y el segundo de División de Honor B).

### Sistema de puntuación
- Cada victoria suma 4 puntos.
- Cada empate suma 2 puntos.
- Cuatro ensayos en un partido suma 1 punto de bonus ofensivo.
- Perder por una diferencia de siete puntos o inferior suma 1 punto de bonus defensivo.

### Ascensos y descensos
Desde la temporada 2011-2012 el sistema de ascensos y descensos es el siguiente:
- Descenso directo para el último clasificado al final de las veintidós jornadas.
- Promoción para el penúltimo clasificado al final de las veintidós jornadas.
- Ascenso directo del ganador de la eliminatoria de División de Honor B.
- Promoción de ascenso para el segundo clasificado de la eliminatoria.

## Equipos
| Equipo                      | Ciudad                                | Estadio                       | Entrenador                     | Proveedor  | Patrocinador                      |
| --------------------------- | ------------------------------------- | ----------------------------- | ------------------------------ | ---------- | --------------------------------- |
| Aldro Energía Independiente | Santander                             | Campo de San Román            | Tristán Moziman                | Kappa      | Aldro Energía                     |
| SilverStorm El Salvador     | Valladolid                            | Campos de Pepe Rojo           | Juan Carlos Pérez              | Adidas     | SilverStorm                       |
| UBU-Colina Clinic           | Burgos                                | C. D. San Amaro               | Álvaro González David Martín   | BLK        | Universidad de Burgos             |
| VRAC Quesos Entrepinares    | Valladolid                            | Campos de Pepe Rojo           | Diego Merino                   | Joma       | Queserías Entrepinares            |
| FC Barcelona                | Barcelona                             | La Teixonera                  | Javier Soler                   | Nike       | -                                 |
| UE Santboiana               | San Baudilio de Llobregat (Barcelona) | Estadi Baldiri Aleu           | Ricard Martinena Royo          | Kappa      | Hyundai                           |
| Complutense Cisneros        | Madrid                                | Estadio Nacional Complutense  | Daniel Vinuesa                 | Kappa      | Universidad Complutense de Madrid |
| Sanitas Alcobendas          | Alcobendas (Madrid)                   | Campo de Las Terrazas         | José Ignacio "Tiki" Inchausti  | Canterbury | Sanitas                           |
| CR La Vila                  | Villajoyosa (Alicante)                | Estadio El Pantano            | Hernán Quirelli                | Viator     | Ayuntamiento de Villajoyosa       |
| AMPO Ordizia                | Ordicia (Guipúzcoa)                   | Estadio Municipal de Altamira | Iñigo Marotias Aritz Garmendia | Canterbury | AMPO                              |
| Bizkaia Gernika             | Guernica y Luno (Vizcaya)             | Campo de Urbieta              | Eduardo Maidagan               | Kappa      | Echebastar                        |
| Hernani CRE                 | Hernani (Guipúzcoa)                   | Landare Toki                  | Patrick Polidori               | Viator     | Diputación Foral de Guipúzcoa     |

### Equipos por comunidades autónomas
Como en casi todas las competiciones oficiales de rugby en España, se puede apreciar como la mayoría de los equipos pertenecen a zonas del Norte de España, aspecto que esta temporada será similar tras el ascenso a la máxima categoría del UBU-Colina Clinic de Burgos, en detrimento del vasco Getxo Artea R.T.
| Comunidad autónoma   | N.º | Equipos                                                            | Mapa |
| -------------------- | --- | ------------------------------------------------------------------ | --- |
| Castilla y León      | 3   | SilverStorm El Salvador UBU-Colina Clinic VRAC Quesos Entrepinares | UBU-Colina Clinic Bizkaia Gernika R.T. Hernani C.R.E. UE Santboiana Complutense Cisneros C.R La Vila AMPO Ordizia R.E. Sanitas Alcobendas Rugby F.C. Barcelona VRAC Quesos Entrepinares SilverStorm El Salvador Senor Independiente Rugby |
| País Vasco           | 3   | AMPO Ordizia Bizkaia Gernika Hernani CRE                           | UBU-Colina Clinic Bizkaia Gernika R.T. Hernani C.R.E. UE Santboiana Complutense Cisneros C.R La Vila AMPO Ordizia R.E. Sanitas Alcobendas Rugby F.C. Barcelona VRAC Quesos Entrepinares SilverStorm El Salvador Senor Independiente Rugby |
| Cataluña             | 2   | FC Barcelona UE Santboiana                                         | UBU-Colina Clinic Bizkaia Gernika R.T. Hernani C.R.E. UE Santboiana Complutense Cisneros C.R La Vila AMPO Ordizia R.E. Sanitas Alcobendas Rugby F.C. Barcelona VRAC Quesos Entrepinares SilverStorm El Salvador Senor Independiente Rugby |
| Comunidad de Madrid  | 2   | Complutense Cisneros Sanitas Alcobendas Rugby                      | UBU-Colina Clinic Bizkaia Gernika R.T. Hernani C.R.E. UE Santboiana Complutense Cisneros C.R La Vila AMPO Ordizia R.E. Sanitas Alcobendas Rugby F.C. Barcelona VRAC Quesos Entrepinares SilverStorm El Salvador Senor Independiente Rugby |
| Cantabria            | 1   | Aldro Energía Independiente                                        | UBU-Colina Clinic Bizkaia Gernika R.T. Hernani C.R.E. UE Santboiana Complutense Cisneros C.R La Vila AMPO Ordizia R.E. Sanitas Alcobendas Rugby F.C. Barcelona VRAC Quesos Entrepinares SilverStorm El Salvador Senor Independiente Rugby |
| Comunidad Valenciana | 1   | CR La Vila                                                         | UBU-Colina Clinic Bizkaia Gernika R.T. Hernani C.R.E. UE Santboiana Complutense Cisneros C.R La Vila AMPO Ordizia R.E. Sanitas Alcobendas Rugby F.C. Barcelona VRAC Quesos Entrepinares SilverStorm El Salvador Senor Independiente Rugby |

## Clasificación
| | Equipo                                 | J  | G  | E | P  | TF  | TC  | DT   | EF  | EC | BO | BD | Puntos |
| --- | -------------------------------------- | -- | -- | - | -- | --- | --- | ---- | --- | -- | -- | -- | ------ |
| 1 | SilverStorm El Salvador                | 22 | 18 | 2 | 2  | 852 | 405 | 447  | 120 | 53 | 15 | 1  | 92     |
| 2 | VRAC Quesos Entrepinares               | 22 | 18 | 1 | 3  | 816 | 448 | 368  | 107 | 53 | 14 | 1  | 89     |
| 3 | Sanitas Alcobendas Rugby               | 22 | 16 | 1 | 5  | 614 | 487 | 127  | 80  | 62 | 10 | 2  | 78     |
| 4 | Ampo Ordizia RE                        | 22 | 12 | 2 | 8  | 614 | 581 | 33   | 76  | 77 | 9  | 2  | 63     |
| 5 | UBU-Colina Clinic                      | 22 | 11 | 0 | 11 | 612 | 654 | -42  | 80  | 86 | 12 | 3  | 59     |
| 6 | Barça Rugbi                            | 22 | 11 | 1 | 10 | 503 | 549 | -46  | 64  | 65 | 7  | 4  | 57     |
| 7 | UE Santboiana                          | 22 | 10 | 1 | 11 | 566 | 570 | -4   | 79  | 74 | 10 | 5  | 57     |
| 8 | Aldro Energía Independiente Rugby club | 22 | 7  | 1 | 14 | 580 | 691 | -111 | 74  | 94 | 8  | 5  | 43     |
| 9 | Hernani C. R. E.                       | 22 | 7  | 0 | 15 | 467 | 687 | -220 | 61  | 91 | 7  | 6  | 41     |
| 10 | Complutense Cisneros                   | 22 | 5  | 1 | 16 | 526 | 673 | -147 | 73  | 94 | 9  | 8  | 39     |
| 11 | CR La Vila                             | 22 | 6  | 0 | 16 | 471 | 661 | -190 | 61  | 92 | 7  | 7  | 38     |
| 12 | Bizkaia Gernika R. T.                  | 22 | 5  | 2 | 15 | 497 | 712 | -215 | 64  | 98 | 6  | 6  | 36     |
| Fuente: Federación Española de Rugby: Clasificación de la División de Honor Masculina; actualización automática |                                        |    |    |   |    |     |     |      |     |    |    |    |        |

J = Partidos Jugados; G = Partidos Ganados; E = Partidos Empatados; P = Partidos Perdidos; TF = Tantos a Favor; TC = Tantos en Contra; DT = Diferencia de Tantos; EF = Ensayos a favor; EC = Ensayos en contra; BO = Bonus Ofensivos; BD = Bonus Defensivos
|  | Clasificados a semifinales por el título          |
|  | Clasificados a cuartos de final por el título     |
|  | Promoción contra el 2.º de la División de Honor B |
|  | Descenso a División de Honor B                    |
|  | Campeón 2018/19                                   |

|  | Cuartos de final | Cuartos de final  | Cuartos de final |             |    | Semifinales | Semifinales | Semifinales |  |      | Final | Final | Final |  |
|  |                  |                   |                  |             |    |             |             |             |  |      |       |       |       |  |
|  |                  |                   |                  |             |    |             |             |             |  |      |       |       |       |  |
|  |                  |                   |                  |             |    |             |             |             |  |      |       |       |       |  |
|  |                  |                   |                  |             |    |             |             |             |  |      |       |       |       |  |
|  |                  |                   |                  |             |    |             |             |             |  |      |       |       |       |  |
|  |                  | 2                 | VRAC             | 33          |    |             |             |             |  |      |       |       |       |  |
|  |                  |                   |                  | 33          |    |             |             |             |  |      |       |       |       |  |
|  |                  |                   | 3                | Alcobendas  | 12 |             |             |             |  |      |       |       |       |  |
|  | 3                | Alcobendas        | 3                | Alcobendas  | 12 | 34          |             |             |  |      |       |       |       |  |
|  | 3                | Alcobendas        |                  |             |    |             |             |             |  |      |       |       |       |  |
|  | 6                | Barcelona         | 20               |             |    |             |             |             |  |      |       |       |       |  |
|  | 6                | Barcelona         | 20               |             |    |             |             |             |  | VRAC | VRAC  | 39    |       |  |
|  |                  |                   |                  |             |    |             |             |             |  | VRAC | VRAC  | 39    |       |  |
|  |                  |                   | El Salvador      | El Salvador | 27 |             |             |             |  |      |       |       |       |  |
|  | 4                | Ordizia           | El Salvador      | El Salvador | 27 | 38          |             |             |  |      |       |       |       |  |
|  | 4                | Ordizia           |                  |             |    |             |             |             |  |      |       |       |       |  |
|  | 5                | UBU-Colina Clinic | 31               |             |    |             |             |             |  |      |       |       |       |  |
|  | 5                | UBU-Colina Clinic | 31               |             | 1  | El Salvador | 39          |             |  |      |       |       |       |  |
|  |                  |                   |                  |             | 1  | El Salvador | 39          |             |  |      |       |       |       |  |
|  |                  |                   | 4                | Ordizia     | 26 |             |             |             |  |      |       |       |       |  |
|  |                  |                   | 4                | Ordizia     | 26 |             |             |             |  |      |       |       |       |  |
|  |                  |                   |                  |             |    |             |             |             |  |      |       |       |       |  |
|  |                  |                   |                  |             |    |             |             |             |  |      |       |       |       |  |
|  |                  |                   |                  |             |    |             |             |             |  |      |       |       |       |  |
|  |                  |                   |                  |             |    |             |             |             |  |      |       |       |       |  |